# Webster (Texas)
Pour les articles homonymes, voir Webster.
La ville américaine de Webster est située dans le comté de Harris, dans l’État du Texas. Lors du recensement de 2010, elle comptait 10 400 habitants.

## Source
- (en) Cet article est partiellement ou en totalité issu de l’article de Wikipédia en anglais intitulé « Webster, Texas » (voir la liste des auteurs).